# Кастелфранко (Бергамо)
Кастелфранко (итал. Castelfranco) је насеље у Италији у округу Бергамо, региону Ломбардија.
Према процени из 2011. у насељу је живело 412 становника. Насеље се налази на надморској висини од 311 м.